# Света Богородица Скоропослушница (Бер)
„Света Богородица Скоропослушница“ (на гръцки: Παναγία Γοργοϋπήκοος, Γοργοεπήκοος) е средновековна православна църква в южномакедонския град Бер (Верия), Егейска Македония, Гърция. Храмът е част от енория „Свети Сава“, известна и като „Света Богородица Кириотиса“.

## История
Църквата е издигната през XV век като еднокорабен храм. В края на XVIII – началото на XIX век е превърната в трикорабна базилика с дървен покрив. Първоначалният храм днес е диакониконът и там са запазени ценни стенописи със Света Богородица от XV век.